# Jakub Hrůša
Jakub Hrůša (* 23. července 1981 Brno) je český dirigent, od podzimu 2016 šéfdirigent Bamberských symfoniků v bavorském Bamberku. Působí také jako hlavní hostující dirigent České filhamonie a orchestru Accademia Nazionale di Santa Cecilia v Římě. V letech 2010–2018 byl hlavním hostujícím dirigentem Tokijského metropolitního symfonického orchestru. V říjnu 2022 byl jmenován hudebním ředitelem londýnské Královské opery v Covent Garden, s nástupem od září 2025. V roce 2025 byl angažován na post šéfdirigenta České filharmonie od sezóny 2028/2029, na pětileté období s opcí na pětileté prodloužení.
Časopis Gramophone jej v roce 2011 označil za jednoho z dirigentů s blízkou hvězdnou budoucností. Podle internetového hudebního portálu Bachtrack se v roce 2017 stal jedním z nejvytíženějších dirigentů světa se 63 koncertními vystoupeními, 18 operními představeními a 81 vystoupeními napříč žánry. Také v letech 2018 (9. příčka) a 2019 (4. příčka) patřil podle tohoto hudebního portálu k nejvytíženějším světovým dirigentům.

## Studium
Dirigování se začal věnovat během studia na všeobecném Gymnáziu na třídě kapitána Jaroše v Brně. Po maturitě byl přijat na Hudební fakultu Akademie múzických umění v Praze, kde studoval mimo jiné u Jiřího Bělohlávka a Radomila Elišky. Studia ukončil v roce 2004 absolventským koncertem se Symfonickým orchestrem Českého rozhlasu mj. provedením hodinové symfonie Asrael Josefa Suka.
V roce 2000 se v 18 letech zúčastnil mezinárodní dirigentské soutěže Pražského jara, v níž získal čestné uznání poroty a další dvě ceny pro nejmladšího a nejúspěšnějšího českého kandidáta. Roku 2003 se stal laureátem mezinárodní soutěže dirigentů „Lovro von Matačić“ v chorvatském Záhřebu, kde poté vystoupil na koncertě vítězů se Záhřebskou filharmonií.
V roce 2005 byl stážistou na Universität der Künste v Berlíně ve třídě profesora Lutze Köhlera.

## Začátky dirigentského působení
První dirigentské zkušenosti získal vedením Symfonického orchestru ZUŠ města Brna (později Mladí brněnští symfonikové), roku 2000 se stal šéfdirigentem Pražského studentského orchestru, který řídil následující tři roky. Jakub Hrůša byl také dirigentem Českého studentského orchestru, s nímž slavnostně zakončil mezinárodní festival mladých orchestrů „Young Euro Classic 2003“ v Berlíně. S oběma tělesy nahrál mnohé rozhlasové snímky.
Během studií na Akademii múzických umění Jakub Hrůša postupně spolupracoval mj. s mnoha pražskými i regionálními orchestry, pravidelněji pak s PKF – Prague Philharmonia a Filharmonií Bohuslava Martinů ve Zlíně. V letech 2002–2005 byl asistentem šéfdirigentů České filharmonie Vladimira Ashkenazyho a Zdeňka Mácala.
Na podzim 2004 debutoval s Českou filharmonií, s níž uzavřel 10. ročník Festivalu Bohuslava Martinů v Praze. Společně se Symfonickým orchestrem Českého rozhlasu v roce 2005 poprvé vystoupil na festivalu Pražské jaro. Ve stejném roce zvítězil v mezinárodním výběrovém řízení na pozici asistenta šéfdirigenta Orchestre Philharmonique de Radio France v Paříži Myung-Whun Chunga. Tuto roli zastával v průběhu sezony 2005/06. V roce 2020 obdržel i ocenění BBC Music Magazine a byl nominován na cenu Grammy.

## Operní činnost
Jakub Hrůša se trvale věnuje jak symfonickému repertoáru, tak opeře. V oblasti opery v roce 2001 nastudoval na Akademii múzických umění ve světové premiéře dílo Marka Ivanoviće Dívka a smrt, spolupracoval s Národním divadlem v Praze, na jehož scéně dirigoval Janáčkovy Příhody lišky Bystroušky. Pro sezonu 2008/09 nastudoval Dvořákovu Rusalku. V Hongkongské festivalové opeře uvedl Massenetova Werthera. Je pravidelným hostem prominentního festivalu "Glyndebourne Festival Opera", kde v letech 2010–12 působil jako šéfdirigent přidruženého projektu "Glyndebourne on Tour". Na letním festivalu dosud dirigoval opery Carmen G. Bizeta, Don Giovanni W. A. Mozarta, Bohéma G. Pucciniho, Utahování šroubu a Sen noci svatojánské B. Brittena, Příhody lišky Bystroušky L. Janáčka a Vanessa S. Barbera. Vedle toho dirigoval v Královské opeře Covent Garden (Bizetovu Carmen), pařížské Národní opeře (Dvořákovu Rusalku a Lehárovu Veselou vdovu), ve Vídeňské státní opeře (v tamní premiéře Janáčkovu Věc Makropulos), ve Frankfurtské opeře (Pucciniho Triptych), ve Finské národní opeře (Janáčkovu Její pastorkyni) a mnohde jinde.

## Koncertní činnost a první dirigentské pozice
Od počátku sezony 2005/06 působil Jakub Hrůša jako šéfdirigent Filharmonie Bohuslava Martinů ve Zlíně a jako stálý dirigent Pražské komorní filharmonie (dnes PKF – Prague Philharmonia). V září 2006 poprvé vystoupil před japonským publikem s Novou japonskou filharmonií v Tokiu, následovaly koncerty ve většině zemí Evropy (zejména v Německu, Itálii, Francii, Nizozemsku, Skandinávii, Finsku a Británii) i návraty do Asie (Hongkong, Kanton). V roce 2009 Hrůša debutoval v USA a v Austrálii.
V roce 2008 se stal šéfdirigentem Pražské komorní filharmonie, později PKF – Prague Philharmonia. Tento orchestr vedl do roku 2014 a natočil s ním mnoho CD, vedl několik evropských turné, vycestoval opakovaně do Japonska a v roce 2010 zahájil Smetanovou Mou vlastí Pražské jaro jako téměř nejmladší v historii tohoto festivalu.
Spolupracuje s Královským orchestrem Concertgebouw v Amsterdamu, Accademia Nazionale di Santa Cecilia v Římě, Gewandhaus Orchester v Lipsku, Mahler Chamber Orchestra, s berlínskými rozhlasovými Deutsches Symphonie-Orchester a Rundfunk-Sinfonieorchester, Vídeňskými filharmoniky, Orchestre de Paris, BBC Symphony Orchestra, The Cleveland Orchestra, Newyorskou filharmonií, Chicago Symphony Orchestra, symfonické orchestry v Sydney Melbourne a dalšími. V roce 2018 debutoval u Berlínských filharmoniků a Symfonického orchestru Bavorského rozhlasu, v roce 2019 u NHK Symphony Orchestra v Tokiu a u Vídeňských filharmoniků.

## Královská dánská opera
V roce 2011 byl jmenován hudebním ředitelem Královské dánské opery v Kodani. Této funkce se měl ujmout v roce 2013. Ředitel opery Keith Warner však v lednu 2012 rezignoval na svou funkci kvůli navrhovaným finančním škrtům a koncepčním tlakům ze strany vedení, které nebyly slučitelné se smyslem jeho plánované činnosti. Hrůša v umělecké solidaritě s Warnerovým rozhodnutím rezignoval ještě před nastoupením do funkce také.

## Česká filharmonie
S Českou filharmonií jej pojí jeho činnost již z doby studií, kdy byl asistentem dvou šéfdirigentů tohoto orchestru (Vladimira Ashkenazyho a Zdeňka Mácala). V letech 2015–18 působil jako stálý hostující dirigent České filharmonie, od roku 2018 potom jako hlavní hostující dirigent. S orchestrem natočil CD a mnohokrát vystoupil v České televizi.

## Bamberští symfonikové
V roce 2016 se stal šéfdirigentem Bamberských symfoniků, tradičního velkého německého tělesa spadajícího do působnosti Bavorska (Mnichova – podtitul "Bayerische Staatsphilharmonie"). V roce 2018 prodloužil smlouvu do roku 2026. S orchestrem nahrává studiové snímky pro vydavatelství Tudor, Deutsche Grammophon, Supraphon či BIS a pořádá evropská a asijská koncertní turné. V roce 2019 zahájili Pražské jaro. Orchestr založili v roce 1946 německy mluvící orchestrální hudebníci z Čech, kteří byli odsunuti po druhé světové válce ze své původní vlasti, kde hráli v Německé filharmonii pod vedením pozdějšího šéfdirigenta-zakladatele v Bamberku Josepha Keilbertha.
V roce 2020 obdržel i ocenění BBC Music Magazine a byl nominován na cenu Grammy. Roku 2023 byl jmenován čestným členem Royal Academy of Music a ve stejném roce mu byla udělena cena Opus Klassik 2023 v oboru Dirigent roku za nahrávku Symfonie č. 1 E dur Hanse Rotta, Mahlerovy skladby Blumine a Brucknerova Symfonického preludia, která už dříve získala ocenění International Classical Music Award v kategorii Klasická hudba.

## Soukromý život
Narodil se do rodiny architekta Petra Hrůši. Profesí matčiných rodičů byla geofyzika. Do manželství s advokátkou Klárou Hrůšovou se narodily dvě děti. Rodina žije v Londýně.

## Ocenění
- Stříbrná medaile předsedy Senátu [21]